# Prymorský rajón
Prymorský rajón (ukrajinsky Приморський район) byl rajón v Záporožské oblasti na Ukrajině. Hlavním městem byl Prymorsk a rajón měl přibližně 29 tisíc obyvatel. 

## Sídla v rajónu
- Prymorsk